# ريناتو ماركيز
ريناتو ماركيز (14 يناير 1996 - ) هو لاعب كرة قدم برتغالي في مركز الوسط. لعب مع نادي أولهانينسي.

## وصلات خارجية
- ريناتو ماركيز على موقع قاعدة بيانات كرة القدم.إي يو (الإنجليزية)
- ريناتو ماركيز على موقع Soccerway.com (الإنجليزية)